# Astypalaia (město)
Astypalaia, také nazývané podle ostrova Chora (řecky Χώρα nebo řecky Αστυπάλαια případně řecky Χώρα Αστυπάλαιας), je město na ostrově Astypalaia a je hlavním sídlem stejnojmenné obce. Je jedním z 4 sídel na ostrově.

## Obyvatelstvo
Podle sčítání v roce 2011 mělo město 1055 obyvatel.